# Riders Tour 2013
Die DKB-Riders Tour 2013 war die dreizehnte Saison der Riders Tour, einer international ausgeschriebenen Turnierserie im Springreiten.
Die Riders Tour erstreckte sich im Jahr 2013 über sieben Wertungsprüfungen auf CSI 3*-, 4*- und 5*-Turnieren in Deutschland. Organisiert wird die Riders Tour von einer gleichnamigen GmbH, deren Geschäftsführer Paul Schockemöhle ist.
Titelsponsor der Serie ist die Deutsche Kreditbank, zudem ist die Solartechnik Stiens GmbH als Hauptsponsor aktiv.

## Ablauf der Turnierserie
Die Turniere der Riders Tour 2013 fanden zwischen dem 17. April und dem 3. November statt.
Bei den Wertungsprüfungen handelte es sich in der Regel um die Großen Preise der Turniere. Beim Deutschen Spring- und Dressurderby war das Springderby die Riders Tour-Wertungsprüfung. Beim Pfingstturnier in Wiesbaden war die Riders Tour-Wertung der Preis der Landeshauptstadt Wiesbaden am Montag.
Die Wertungsprüfungen waren bis auf das Deutsche Spring-Derby jeweils als Springprüfung mit zwei unterschiedlichen Umläufen ausgeschrieben. Die Strafpunkte wurden aus dem ersten Umlauf jedoch nicht übernommen, somit glich die Ausschreibung (bis auf die Startreihenfolge im zweiten Umlauf) weitgehend einer Springprüfung mit Siegerrunde.
Für den zweiten Umlauf qualifizierten sich die besten zehn Starter des ersten Umlaufs. Soweit mehr als zehn Reiter im ersten Umlauf fehlerfrei waren, waren diese alle im zweiten Umlauf der Prüfung startberechtigt.
Den Saisonabschluss bildete das Finale in München. Hierbei handelte es sich um eine normale Wertungsprüfung. Um jedoch am Ende der Saison in die Gesamtwertung eingehen zu können, mussten die Reiter am Finale teilnehmen. Soweit dies nicht der Fall war, wurden sie nicht an der Preisausschüttung der Gesamtwertung beteiligt.
Die Punktevergabe erfolgte wie folgend:
| Platz  | 1  | 2  | 3  | 4  | 5  | 6  | 7 | 8 | 9 | 10 | 11 | 12 | 13 | 14 | 15 |
| Punkte | 20 | 17 | 15 | 13 | 11 | 10 | 9 | 8 | 7 | 6  | 5  | 4  | 3  | 2  | 1  |

## Medien
Die Prüfungen der Riders Tour 2013 wurden überwiegend in unterschiedlichem Umfang von den öffentlich-rechtlichen Fernsehsender, im Regelfall von den Dritten Programmen, gezeigt.
Die Wertungsprüfung in Hagen wurde vom NDR ausschließlich auf seiner Internetseite übertragen, die Prüfung in Paderborn wurde nicht im Fernsehen gezeigt. Das Deutsche Spring-Derby sticht durch seine Besonderheit und Tradition aus den Reitsportveranstaltungen in Deutschland heraus und wurde teilweise vom ZDF übertragen.
Alle Riders Tour-Turniere wurden über einen Internet-Livestream übertragen.

## Die Prüfungen
Das Turnierprogramm war im Vergleich zum Vorjahr unverändert.

### 1. Prüfung: Hagen a.T.W.

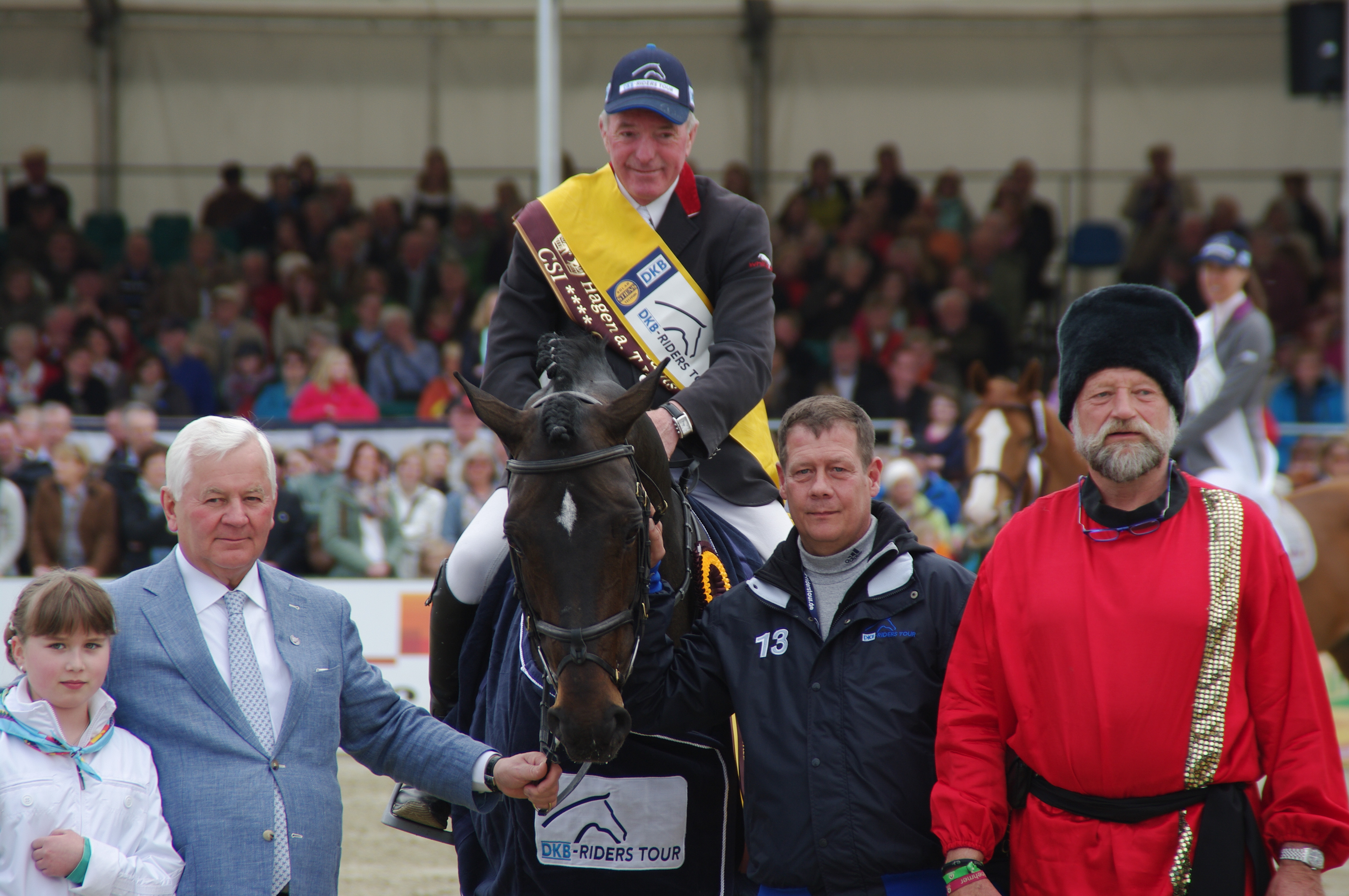
John Whitaker und Argento bei der Siegerehrung der Wertungsprüfung von Hagen

Der Auftakt zur Riders Tour 2013 fand beim CSI 4*-Turnier „Horses & Dreams“ in Hagen am Teutoburger Wald statt. Dieses wurde vom 17. April bis zum 21. April 2013 ausgetragen.
Die Riders Tour-Wertungsprüfung in Hagen a.T.W. war der erste international ausgeschriebene Große Preis in der „grünen Saison“ im Jahr 2013 in Deutschland. Es gingen 50 Reiter mit ihren Pferden an den Start, hiervon schafften zwölf Paare eine fehlerfreie Runde im ersten Umlauf. Da für den zweiten Umlauf 13 Starter vorgesehen waren, durfte neben den Fehlerfreien zudem der schnellste Reiter mit vier Strafpunkten, Robert Whitaker, dort an den Start gehen.
Im zweiten Umlauf wurden sieben Nullrunden erritten. John Whitaker und Argento setzten sich mit einer schnellen Nullrunde an die Spitze des Klassements, wo er auch noch kurz vor Schluss der Prüfung lag. Die beiden jüngsten Reiter im Stechen, Jan Wernke und Maurice Tebbel, versuchten mit sehr schnellen Ritten Whitaker die Führung abzunehmen, mussten jedoch Fehler hinnehmen. Als letzte Reiterin ging Janika Sprunger mit Electra van't Roosakker an den Start, war jedoch langsamer und hatte am letzten Sprung zudem einen Fehler. Damit ging der Sieg an John Whitaker.
Die Prüfung war mit etwa 75.000 € dotiert, der Parcours wurde von Klaus W. Holle und Olaf Herrmann gestaltet.
|             | Reiter                     | Pferd        | 1. Umlauf | 1. Umlauf   | 2. Umlauf | 2. Umlauf | Wertungs- punkte |
| Strafpunkte | Reiter                     | Pferd        | Zeit (s)  | Strafpunkte | Zeit (s)  |           | Wertungs- punkte |
| ----------- | -------------------------- | ------------ | --------- | ----------- | --------- | --------- | ---------------- |
| 1           | John Whitaker              | Argento      | 0         | -           | 0         | 38,50     | 20               |
| 2           | Meredith Michaels-Beerbaum | Unbelievable | 0         | -           | 0         | 38,60     | 17               |
| 3           | Luciana Diniz              | Fit for Fun  | 0         | -           | 0         | 39,46     | 15               |

(Plätze eins bis drei von insgesamt 50 Teilnehmern)

### 2. Prüfung: Hamburg

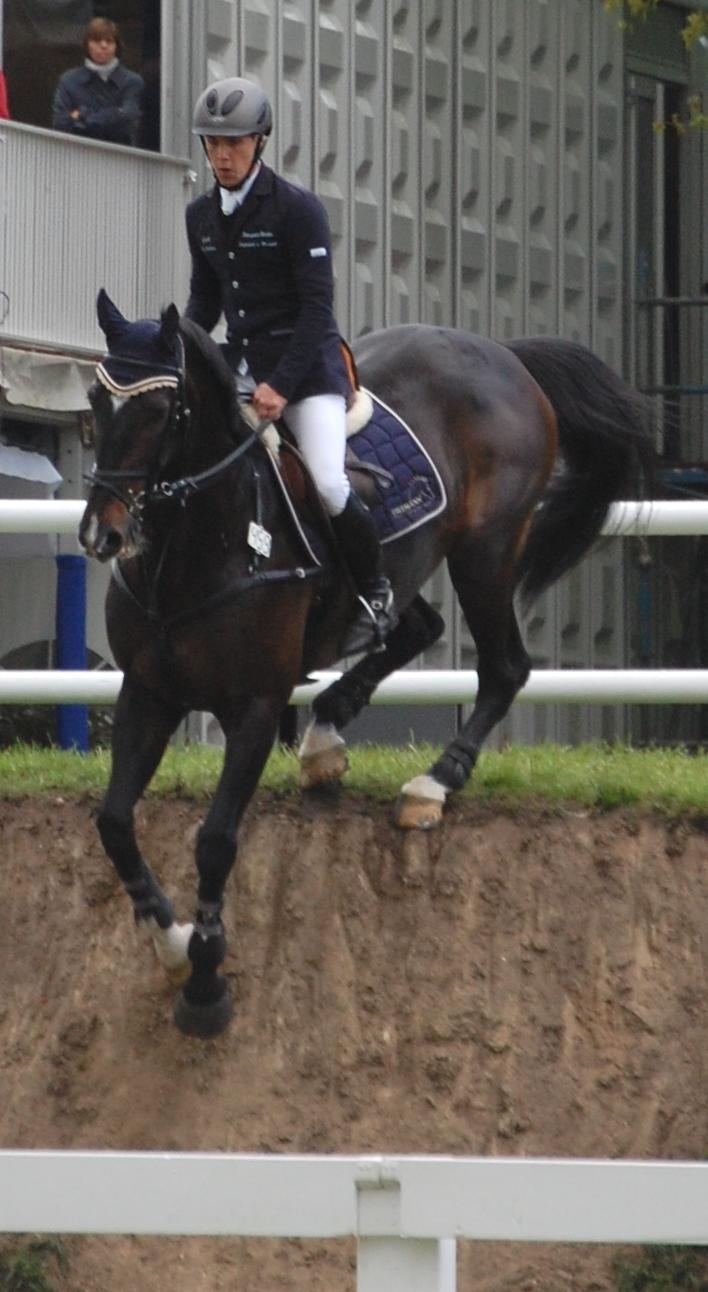
Die Sieger des Deutschen Spring-Derbys 2013 am Wall: Gilbert Tillmann und Hello Max

Einen frühen Höhepunkt der Riders Tour-Saison bildete das Deutsche Springderby im Rahmen des Deutschen Spring- und Dressurderbys. Dieses in Hamburg stattfindende Turnier wurde vom 9. bis 12. Mai 2013 ausgetragen.
Der seit 1920 in seiner Grundstruktur unveränderte Parcours des Spring-Derbys wurde erneut vom deutschen Parcoursbauer Frank Rothenberger umgesetzt. Bei der Prüfung handelte es sich um eine Springprüfung mit einmaligem Stechen. Neben den deutschen Startern, die beim Derby den Hauptteil des Starterfeldes stellen, waren unter anderem auch vier britische Reiter am Start.
Im Normalumlauf des Spring-Derbys gelang im Jahr 2013 keinem Reiter eine fehlerfreie Runde. Fehlerschwerpunkte waren traditionell der Wall, die unmittelbar folgende Planke und Pulvermanns Grab. Aber auch die irischen Wälle bereiteten mehreren Startern Probleme. Das Siegerpaar des Vorjahres, Nisse Lüneburg und Calle Cool musste 16 Strafpunkte hinnehmen. Am Ende des Normalumlaufs lagen zwei Reiter mit ihren Pferden in Führung – jeweils mit einem Ergebnis von vier Strafpunkten. Diese zwei Teilnehmern mussten daher nochmals im Stechen antreten, um den Sieger der Prüfung zu ermitteln.
Als ersten Starter ging der Derbysieger von 1999 und 2010, Carsten-Otto Nagel mit Lex Lugar in das Stechen. Nagel musste an den Eisenbahnschranken einen Abwurf hinnehmen und kam mit vier Strafpunkten in 53,64 Sekunden in das Ziel. Als zweites Paar gingen Gilbert Tillmann und Hello Max an den Start. Tillmann musste vier Strafpunkte am Tor (einem Gatter) verzeichnen, worauf er das Tempo erhöhte. Er brachte dieses Ergebnis in einer Zeit von 52,63 Sekunden in das Ziel, was für den 31-jährigen Reiter den ersten Derbysieg seiner Karriere bedeutete.
Im Rahmen der Siegerehrung gab Gilbert Tillmann bekannt, dass dies für seinen 19-jährigen Wallach Hello Max der letzte Parcours gewesen sei und er ihn mit diesem Sieg aus dem Sport verabschiede.
|             | Reiter             | Pferd     | 1. Umlauf | 1. Umlauf   | Stechen  | Stechen | Wertungs- punkte |
| Strafpunkte | Reiter             | Pferd     | Zeit (s)  | Strafpunkte | Zeit (s) |         | Wertungs- punkte |
| ----------- | ------------------ | --------- | --------- | ----------- | -------- | ------- | ---------------- |
| 1           | Gilbert Tillmann   | Hello Max | 4         | -           | 4        | 52,63   | 20               |
| 2           | Carsten-Otto Nagel | Lex Lugar | 4         | -           | 4        | 53,64   | 17               |
| 3           | Hilmar Meyer       | Coverlady | 8         | 163,14      |          |         | 15               |

(Plätze eins bis drei von insgesamt 35 Teilnehmern)

### 3. Prüfung: Wiesbaden
Traditionell am Pfingstwochenende, dieses Jahr vom 17. Mai bis 20. Mai, fand in Wiesbaden das Internationale Pfingstturnier Wiesbaden statt. Die wichtigen Springprüfungen des Turniers, das eine Etappe der Global Champions Tour war, bildeten im Jahr 2013 ein CSI 5*-Turnier. Der für die Riders Tour zählende Preis der Landeshauptstadt Wiesbaden wurde am Montagnachmittag ausgetragen und schloss das Turnier ab.
Im ersten Umlauf der Prüfung gingen 45 Reiter an den Start. Zwölf Reitern gelang mit ihren Pferden hier eine fehlerfreie Runde, was für sie die Qualifikation für den zweiten Umlauf brachte. Diesen verpassten knapp Rolf-Göran Bengtsson und Jeroen Dubbeldam, beide kassierten im ersten Umlauf jeweils einen Zeitstrafpunkt.
Als erster Reiter ging Denis Lynch mit Lantinus an den Start. Mit seinem hohes Tempo versuchte er die nachfolgenden Teilnehmer unter Druck zu setzen, riskierte jedoch in einer Wendung zu viel und musste daher eine Verweigerung und einen Hindernisabwurf hinnehmen. Ein weiterer fehlerfreier Ritt gelang im zweiten Umlauf fünf Teilnehmern. Der Sieg ging an Cameron Hanley mit Antello Z. Für Hanley war dies der erste Sieg in einer für die Weltrangliste zählenden Prüfung seit einer schweren Verletzung, aufgrund der er über ein Jahr lang nicht reiten konnte.
|             | Reiter             | Pferd      | 1. Umlauf | 1. Umlauf   | 2. Umlauf | 2. Umlauf | Wertungs- punkte |
| Strafpunkte | Reiter             | Pferd      | Zeit (s)  | Strafpunkte | Zeit (s)  |           | Wertungs- punkte |
| ----------- | ------------------ | ---------- | --------- | ----------- | --------- | --------- | ---------------- |
| 1           | Cameron Hanley     | Antello Z  | 0         | -           | 0         | 50,75     | 20               |
| 2           | Hans-Dieter Dreher | Embassy II | 0         | -           | 0         | 51,08     | 17               |
| 3           | Katharina Offel    | Charlie    | 0         | -           | 0         | 51,80     | 15               |

(Plätze eins bis drei von insgesamt 45 Teilnehmern)

### 4. Prüfung: Münster
Die vierte Etappe der Riders Tour bildete das Turnier der Sieger in Münster. Dieses fand nach der Sommerpause der Riders Tour statt. Das Turnier wurde im Jahr 2013 vom 18. Juli bis 21. Juli durchgeführt, der Große Preis am Sonntag bildete die Riders Tour-Wertungsprüfung.
Der ersten Umlauf des Großen Preises war anspruchsvoll gebaut. Dennoch zeichnete sich früh ab, dass es selbst mit vier Strafpunkten schwierig werden würde, sich für den zweiten Umlauf der besten 12 Teilnehmer zu qualifizieren. Als Folge dessen gaben viele Reiter nach Hindernisabwürfen auf, zwölf von 47 Starterpaaren beendeten den Umlauf nicht. Ohne Fehler blieben zehn Starterpaare, die zwei schnellsten Teilnehmer mit vier Strafpunkten qualifizierten sich ebenso für den zweiten Umlauf.
Im zweiten Umlauf starteten die Reiter dann wieder ohne Strafpunkte, acht fehlerfreie Runden gab es hier. Angelica Augustsson zeigte im zweiten Umlauf mit ihrer Stute Mic Mac du Tillard einen sehr schnellen Ritt, der fehlerfrei blieb. An diese Zeit kam keiner der nachfolgenden Starter mehr heran, Augustsson siegte mit einem Vorsprung von über einer Sekunde.
|             | Reiter                     | Pferd              | 1. Umlauf | 1. Umlauf   | 2. Umlauf | 2. Umlauf | Wertungs- punkte |
| Strafpunkte | Reiter                     | Pferd              | Zeit (s)  | Strafpunkte | Zeit (s)  |           | Wertungs- punkte |
| ----------- | -------------------------- | ------------------ | --------- | ----------- | --------- | --------- | ---------------- |
| 1           | Angelica Augustsson        | Mic Mac du Tillard | 0         | -           | 0         | 41,89     | 20               |
| 2           | Meredith Michaels-Beerbaum | Unbelievable       | 0         | -           | 0         | 43,21     | 17               |
| 3           | Carsten-Otto Nagel         | Corradina          | 0         | -           | 0         | 43,23     | 15               |

(Plätze eins bis drei von insgesamt 47 Teilnehmern)

### 5. Prüfung: Paderborn
Auf dem Schützenplatz von Paderborn wurde die fünfte Wertungsprüfung der DKB-Riders Tour 2013 durchgeführt. Diese war Teil der E.ON Westfalen Weser Challenge, die vom 12. September bis 15. September 2013 stattfand.
Im ersten Umlauf des Großen Preises erreichten etwa die Hälfte der Starter ein Ergebnis von vier Strafpunkten oder besser. Im zweiten Umlauf der besten 12 Teilnehmer blieben neuen Pferd-Reiter-Paare ohne Fehler. Der französische Reiter Simon Delestre zeigte hier mit seinem 11-jährigen Hengst mit Valentino Velvet die schnellste Nullrunde und gewann damit die Prüfung.
|             | Reiter         | Pferd             | 1. Umlauf | 1. Umlauf   | 2. Umlauf | 2. Umlauf | Wertungs- punkte |
| Strafpunkte | Reiter         | Pferd             | Zeit (s)  | Strafpunkte | Zeit (s)  |           | Wertungs- punkte |
| ----------- | -------------- | ----------------- | --------- | ----------- | --------- | --------- | ---------------- |
| 1           | Simon Delestre | Valentino Velvet  | 0         | -           | 0         | 34,51     | 20               |
| 2           | Marcus Ehning  | Copin van de Broy | 0         | -           | 0         | 34,60     | 17               |
| 3           | Jan Wernke     | Queen Mary        | 0         | -           | 0         | 34,84     | 15               |

(Plätze eins bis drei von insgesamt 45 Teilnehmern)

### 6. Prüfung: Hannover
Die erste Prüfung der Riders Tour in der Hallensaison fand traditionell bei den German Classics statt. Dieses Turnier wurde in der Messehalle 2 in Hannover vom 17. Oktober bis 20. Oktober 2013 ausgetragen. Der Große Preis fand am 20. Oktober ab etwa 13 Uhr statt, der Parcours wurde von Frank Rothenberger und Christian Wiegand geplant.
Im ersten Umlauf der Prüfung bildete die hinter einer zweifachen Kombination angeordnete dreifachen Kombination (Hindernisse 5a/b/c) einen Fehlerschwerpunkt. Dreizehn Pferd-Reiter-Paare blieben fehlerfrei und qualifizierten sich damit für den zweiten Umlauf, Willem Greve verpasste mit Carambole die erlaubte Zeit, eines Zeitfehlers verhinderte die Qualifikation für den zweiten Umlauf.
Bereits in der ersten Hälfte des zweiten Umlaufs ging Gert-Jan Bruggink mit seinem neunjährigen Wallach Dejavu in Führung, er blieb bei einer Zeit von 32,44 Sekunden ohne Fehler. Die nachfolgenden Starter erreichten das Ergebnis von Bruggink nicht mehr, am dichtesten heran kam Laura Kraut mit Vindicat W, dem Pferd ihrer Schülerin Jessica Springsteen. Kraut blieb 27 Hundertstelsekunden langsamer als Bruggink und hatte zudem einen Hindernisabwurf. Zweitschnellster fehlerfreier Reiter war Vorjahressieger Ludger Beerbaum, der etwa eine Sekunde langsamer als Gert-Jan Bruggink war.
|             | Reiter            | Pferd  | 1. Umlauf | 1. Umlauf   | 2. Umlauf | 2. Umlauf | Wertungs- punkte |
| Strafpunkte | Reiter            | Pferd  | Zeit (s)  | Strafpunkte | Zeit (s)  |           | Wertungs- punkte |
| ----------- | ----------------- | ------ | --------- | ----------- | --------- | --------- | ---------------- |
| 1           | Gert-Jan Bruggink | Dejavu | 0         | -           | 0         | 32,44     | 20               |
| 2           | Ludger Beerbaum   | Chaman | 0         | -           | 0         | 33,32     | 17               |
| 3           | Alexandra Fricker | Paille | 0         | -           | 0         | 33,74     | 15               |

(Plätze eins bis drei von insgesamt 48 Teilnehmern)

### 7. Prüfung: München
Die abschließende Etappe der DKB-Riders Tour 2013 wurde im Rahmen der Munich Indoors, eines in der Münchener Olympiahalle stattfindenden Turniers, durchgeführt. Dieses CSI 4*-Turnier wurde vom 31. Oktober bis 3. November 2013 ausgetragen. Am 3. November ab 13:30 Uhr wurde der Sieger der Finalprüfung, des Großen Preis, ermittelt.
Bereits im ersten Umlauf der Prüfung musste der Riders Tour-Führende Carsten-Otto Nagel mit Corradina einen Abwurf hinnehmen. Seine Verfolgerin in der Gesamtwertung, Meredith Michaels-Beerbaum, hatte im ersten Umlauf mit Malou ebenfalls einen Abwurf, so dass Nagel bereits zu diesem Zeitpunkt der Gesamtsieg der Riders Tour nicht mehr zu nehmen war. Die Entscheidung um den Sieg im Großen Preis fiel im zweiten Umlauf: in der ersten Hälfte des Stechens setzte sich Denis Nielsen mit Come Undone deutlich in Führung. Die Sieger von Hannover, Gert-Jan Bruggink und Dejavu verpassten die Zeit Nielsens um zwei Hundertstelsekunden. Die US-Amerikanerin Audrey Coulter gelang es schließlich mit Acorte, den sie erst wenige Wochen zuvor von Rolf Moormann übernommen hatte, in Führung zu gehen. Doch auch ihr Ritt war nicht der Siegesritt: Als letzter Starter ging John Whitaker mit Argento an den Start. Mit einem fehlerfreien Ritt in einer Zeit von 33,32 Sekunden gelang es Whitaker nach Hagen a.T.W. erneut eine Riders Tour-Prüfung zu gewinnen.
Der Große Preis war mit rund 80.000 € dotiert, der Parcours wurde von Christian Wiegand geplant.
|             | Reiter         | Pferd       | 1. Umlauf | 1. Umlauf   | 2. Umlauf | 2. Umlauf | Wertungs- punkte |
| Strafpunkte | Reiter         | Pferd       | Zeit (s)  | Strafpunkte | Zeit (s)  |           | Wertungs- punkte |
| ----------- | -------------- | ----------- | --------- | ----------- | --------- | --------- | ---------------- |
| 1           | John Whitaker  | Argento     | 0         | -           | 0         | 33,32     | 20               |
| 2           | Audrey Coulter | Acorte      | 0         | -           | 0         | 33,64     | 17               |
| 3           | Denis Nielsen  | Come Undone | 0         | -           | 0         | 35,03     | 15               |

(Plätze eins bis drei von insgesamt 49 Teilnehmern)

## Gesamtwertung
|    | Reiter                     | Hagen | Hamburg | Wiesbaden | Münster | Paderborn | Hannover | München | Wertungs- punkte |
| -- | -------------------------- | ----- | ------- | --------- | ------- | --------- | -------- | ------- | ---------------- |
| 1  | Carsten-Otto Nagel         | 0     | 17      | —         | 15      | 8         | 10       | 1       | 51               |
| 2  | John Whitaker              | 20    | —       | 0         | 0       | 2         | 0        | 20      | 42               |
| 3  | Gert-Jan Bruggink          | —     | —       | 0         | 8       | —         | 20       | 13      | 41               |
| 4  | Meredith Michaels-Beerbaum | 17    | —       | 0         | 17      | 3         | —        | 0       | 37               |
| 5  | Denis Nielsen              | —     | —       | —         | —       | 11        | —        | 15      | 26               |
| 6  | Angelica Augustsson        | 0     | —       | —         | 20      | 4         | —        | 0       | 24               |
| 7  | Jan Wernke                 | 3     | —       | —         | 5       | 15        | 0        | 0       | 23               |
| 8  | Holger Wulschner           | 2     | —       | —         | 0       | 13        | 6        | 0       | 21               |
| 9  | Markus Renzel              | 0     | —       | 0         | 7       | 1         | —        | 11      | 19               |
| 10 | Andreas Knippling          | —     | —       | —         | 0       | —         | 7        | 10      | 17               |
| 10 | Audrey Coulter             | —     | —       | —         | —       | —         | —        | 17      | 17               |